# Tsi Del Del
Tsi Del Del (Alexis Creek, Alexis Creek First Nation), jedna od bandi Chilcotin Indijanaca iz kanadske provincije Britanska Kolumbija. 
Njihovo glavno naselje je maleno selo Alexis Creek na rijeci Chilcotin, a dobiva ime po poglavici Alexisu iz 19 stoljeća, u vrijeme Chilcotin masakra (1864.).
Danas žive na niz manjih rezervata (reserves): Agats Meadow 8, Alexis Creek 6, Alexis Creek 12, Alexis Creek 13, Alexis Creek 14, Alexis Creek 15, Alexis Creek 16, Alexis Creek 17, Alexis Creek 18, Alexis Creek 20, Alexis Creek 21, Alexis Creek 22, Alexis Creek 23, Alexis Creek 24, Alexis Creek 25, Alexis Creek 26, Alexis Creek 27, Alexis Creek 28, Alexis Creek 29, Alexis Creek 30, Alexis Creek 31, Alexis Creek 32, Alexis Creek 33, Alexis Creek 34, Alexis Creek 35, Charley Boy's Meadow 3, Chezacut Cemetery 5, Freddie Charley Boy 7, Michel Gardens 36, Puntzi Lake 2, Redstone Cemetery 1b, Redstone Flat 1, Redstone Flat 1a, Seymour Meadows 19, Toby Helenes Meadow 9, Toby Helenes Meadow 10, Toby Helenes Meadow 11, Toby's Meadow 4